# Mont Poggiolo
Le mont Poggiolo (Monte Poggiolo en italien) est un relief situé à 211 mètres d’altitude, qui fait partie des Apennins et de la province de Forlì-Cesena, en région Émilie-Romagne, dans le Nord de l'Italie.

## Géographie
Le mont Poggiolo est un relief de colline en forme de dôme faisant partie de la commune de Castrocaro Terme e Terra del Sole (à une dizaine de kilomètres de Forlì), sur lequel s’élève une antique forteresse.

## Histoire
La forteresse a probablement été créée comme tour de guet de la Citadelle de Castrocaro Terme, les premiers documents historiques donnant des informations sur cette rocca portent la date de 906 et citent un certain « conte Berengario del castello di Montepoggiolo ».
En 1403, avec le château de Castrocaro, la forteresse (appelée Rocca en italien) est annexée au Grand-duché de Toscane et en 1471, est considérée comme de simples tours fortifiées.
En 1564, avec la construction de Terra del Sole à brève distance, la rocca du Mont Poggiolo joue un rôle principal jusqu’à son désarmement en 1772.
En 1782, elle est cédée et devient propriété privée.

## Le site archéologique
À une courte distance du château, dans la localité de Ca ‘Belvedere, ont été trouvés à partir de 1983 des milliers d'objets lithiques, datés de plus de huit cent mille années, considérés (à l'époque de la découverte) d'une grande importance pour la connaissance du Paléolithique en Italie et qui permettent de remonter le temps et d’affiner les connaissances sur la présence des hominidés de la péninsule italienne.
En fait, d'autres découvertes le long des contreforts jusqu'à san Lazzaro di Savena (ville métropolitaine de Bologne) ont révélé la présence d'outils en pierre qui pourraient remonter à plus d'un million d'années (dans le sable jaune) et d'autres découvertes récentes dans la région du Gargano, en 2006, confirment cette hypothèse.
En tout cas le site du mont Poggiolo est un important chantier de construction où les hominidés ont fabriqué des objets, laissant sur place des traces du travail accompli et, dans certains cas, des pièces abandonnées en raison peut-être de leur malfaçon, ce qui permet aux archéologues de reconstituer toutes les phases du travail, de l’objet fini à la pierre originale. D’autres objets présentent encore des micro-traces de leur usage (pour peler, découper la viande, etc.) ;  en bref, nous sommes en présence d’un lieu exceptionnel qui fut, un temps, une plage de l’Adriatique préhistorique.
Les objets sont exposés au Musée Civique Archéologique de Forlì.